# Маунт Геј-Шамрок (Западна Вирџинија)
Маунт Геј-Шамрок (енгл. Mount Gay-Shamrock) насељено је место без административног статуса у америчкој савезној држави Западна Вирџинија.

## Демографија
По попису из 2010. године број становника је 1.779, што је 844 (-32,2%) становника мање него 2000. године.
| Група             | 2000.         | 2010.         |
| Белци             | 2.368 (90,3%) | 1.623 (91,2%) |
| Афроамериканци    | 217 (8,3%)    | 119 (6,7%)    |
| Азијати           | 3 (0,1%)      | 1 (0,1%)      |
| Хиспаноамериканци | 10 (0,4%)     | 22 (1,2%)     |
| Укупно            | 2.623         | 1.779         |